# 2時ドキッ!
『2時ドキッ!』（にじドキッ）は、2000年7月3日から2004年3月26日まで、一部のFNS系列局で生放送されていた関西テレビ制作の平日午後の情報番組である。放送時間は、平日14:05 ‐15:30（JST）。

## 番組概要
フジテレビが2000年3月31日を以って『2時のホント』終了とともに、FNS系列は平日午後のワイドショー枠からザ・ワイドとの視聴率勝負を避けるため、一旦撤退したことにより、同年4月から6月までつなぎ番組を放送。全国ネットの昼のワイドショーから撤退した後枠の番組として、関西テレビを制作局として仙台放送と西日本ブロックのFNS系列12局ネットで開始された情報番組である。
メインパーソナリティ（アンカーウーマン）には、5人の女性キャスターやフリーアナウンサーを起用し、総合司会（アシスタント）を番組開始から2003年9月まで桑原、10月から番組終了まで山本と片山が務めた。
番組構成は、曜日ごとに1つのテーマで番組を進める内容で構成されている。
その後、2004年3月26日を最後に番組をリニューアル終了させ、後継の情報番組として『2時ワクッ!』をスタートさせた。

## 出演者

### メインパーソナリティ（アンカーウーマン）
- 月曜日：宮田佳代子
- 火曜日：飯星景子
- 水曜日：木場弘子（元TBSアナウンサー）
- 木曜日：橋谷能理子（元テレビ静岡アナウンサー）
- 金曜日：橋本志穂（元福岡放送アナウンサー）

### パネラー（コメンテーター）
- 月曜日：ハイヒールモモコ、円広志、布川敏和
- 火曜日：家田荘子、和泉修、遥洋子
- 水曜日：ピーコ、大平サブロー
- 木曜日：ハイヒールリンゴ、野々村真
- 金曜日：北野誠、前田忠明

### 総合司会（アシスタント）
いずれも出演時点では関西テレビのアナウンサー
番組終了時点
- 山本浩之
- 片山三喜子

過去
- 桑原征平（2000年7月3日 - 2003年9月）  
  - 当初の計画では全曜日のメインパーソナリティを務める予定だったが、女性陣をアンカーウーマンに据える方針へ急遽変更されたため、後述する「じゃんけん忍者」のみ担当。

## 開始当初のコーナー
日替わり企画
- 月曜日：「モモコのマイホーム大作戦」
- 火曜日：「オンナの最前線」
- 水曜日：「ピーコのファッションチェック」
- 木曜日：「美容&健康講座　ハイヒールリンゴの奥サマは魔女?」
- 金曜日：「金ドキッ!芸能一週間」

「じゃんけん忍者」
- 視聴者が電話で参加できるコーナーとして、全曜日のエンディング直前に放送。進行役の桑原は、このコーナーのみ忍者の格好で「じゃんけん忍者」というキャラクターに扮していた。
- 本番組では、このコーナーへの応募を受け付けのため10回線の電話回線を用意。放送では、そのうち1つの電話番号をランダムに選んだうえで、当コーナーの冒頭に字幕で番号を表示した。さらに、その番号へ電話をかけた視聴者のうち、最初にスタジオ内の電話へつながった1名と桑原がじゃんけんで1回だけ勝負。視聴者が勝った場合にのみ、現金が贈呈された。

## ネット局
| 放送対象地域   | 放送局                   | 系列           | 放送日時              | 備考                     |
| -------------- | ------------------------ | -------------- | --------------------- | ------------------------ |
| 近畿広域圏     | 関西テレビ               | フジテレビ系列 | 月‐金曜日14:05 ‐15:30 | 制作局                   |
| 宮城県         | 仙台放送                 | フジテレビ系列 | 月‐金曜日14:05 ‐15:30 | 2003年頃ネット受け打切り |
| 福井県         | 福井テレビ               | フジテレビ系列 | 月‐金曜日14:05 ‐15:30 | 2002年頃ネット受け打切り |
| 岡山県・香川県 | 岡山放送                 | フジテレビ系列 | 月‐金曜日14:05 ‐15:30 |                          |
| 広島県         | テレビ新広島             | フジテレビ系列 | 月‐金曜日14:05 ‐15:30 |                          |
| 島根県・鳥取県 | 山陰中央テレビジョン放送 | フジテレビ系列 | 月‐金曜日14:05 ‐15:30 |                          |
| 愛媛県         | テレビ愛媛               | フジテレビ系列 | 月‐金曜日14:05 ‐15:30 |                          |
| 高知県         | 高知さんさんテレビ       | フジテレビ系列 | 月‐金曜日14:05 ‐15:30 |                          |
| 佐賀県         | サガテレビ               | フジテレビ系列 | 月‐金曜日14:05 ‐15:30 |                          |
| 長崎県         | テレビ長崎               | フジテレビ系列 | 月‐金曜日14:05 ‐15:30 |                          |
| 熊本県         | テレビ熊本               | フジテレビ系列 | 月‐金曜日14:05 ‐15:30 |                          |
| 宮崎県         | テレビ宮崎               | フジテレビ系列 | 月‐金曜日14:05 ‐15:30 |                          |
| 鹿児島県       | 鹿児島テレビ放送         | フジテレビ系列 | 月‐金曜日14:05 ‐15:30 |                          |